# Luis del Castillo (político peruano)
Luis del Castillo fue un médico, catedrático y político peruano. 
El 1 de septiembre de 1869, se instaló la facultad de medicina de la Universidad Nacional San Antonio Abad del Cusco con siete cátedras, estando Luis del Castillo a cargo de la cátedra de Nosografía
Fue elegido senador por el departamento del Cusco en 1876 durante el gobierno de Mariano Ignacio Prado y 1879 durante el gobierno de Nicolás de Piérola. Luego de la guerra con Chile, regresó a la Cámara de Senadores siempre representando al departamento del Cusco, desde 1886 hasta 1894.